# Sport-Verein Werder von 1899 2003-2004
Questa voce raccoglie le informazioni riguardanti lo Sport-Verein Werder von 1899 nelle competizioni ufficiali della stagione 2003-2004.

## Stagione
Nella stagione 2003-2004 il Werder Brema, allenato da Thomas Schaaf, concluse il campionato di Bundesliga al 1º posto. In Coppa di Germania il Werder Brema vinse la finale con l'Alemannia Aquisgrana. In Coppa Intertoto il Werder Brema fu eliminato in semifinale dal Superfund.

## Rosa
| N. |                      | Ruolo | Calciatore         |
| -- | -------------------- | ----- | ------------------ |
| 1  | Germania (bandiera)  | P     | Andreas Reinke     |
| 4  | Germania (bandiera)  | C     | Fabian Ernst       |
| 5  | Turchia (bandiera)   | C     | Ümit Davala        |
| 6  | Germania (bandiera)  | D     | Frank Baumann      |
| 7  | Canada (bandiera)    | C     | Paul Stalteri      |
| 8  | Ungheria (bandiera)  | C     | Krisztián Lisztes  |
| 9  | Grecia (bandiera)    | A     | Aggelos Charisteas |
| 10 | Francia (bandiera)   | C     | Johan Micoud       |
| 11 | Croazia (bandiera)   | C     | Ivica Banović      |
| 15 | Finlandia (bandiera) | C     | Pekka Lagerblom    |
| 16 | Germania (bandiera)  | P     | Pascal Borel       |
| 17 | Croazia (bandiera)   | A     | Ivan Klasnić       |
| 18 | Germania (bandiera)  | A     | Markus Daun        |

| N. |                                | Ruolo | Calciatore          |
| -- | ------------------------------ | ----- | ------------------- |
| 19 | Ucraina (bandiera)             | D     | Viktor Skrypnyk     |
| 20 | Serbia e Montenegro (bandiera) | D     | Mladen Krstajić     |
| 21 | Germania (bandiera)            | C     | Holger Wehlage      |
| 23 | Svizzera (bandiera)            | D     | Ludovic Magnin      |
| 24 | Germania (bandiera)            | C     | Tim Borowski        |
| 25 | Francia (bandiera)             | D     | Valérien Ismaël     |
| 26 | Germania (bandiera)            | C     | Simon Rolfes        |
| 27 | Germania (bandiera)            | D     | Christian Schulz    |
| 31 | Germania (bandiera)            | P     | Alexander Walke     |
| 32 | Brasile (bandiera)             | A     | Ailton              |
| 35 | Germania (bandiera)            | A     | Marco Stier         |
| 36 | Germania (bandiera)            | D     | Stefan Beckert      |
| 38 | Paraguay (bandiera)            | A     | Nelson Haedo Valdez |

## Organigramma societario
Area tecnica
- Allenatore: Thomas Schaaf
- Allenatore in seconda: Karl-Heinz Kamp
- Preparatore dei portieri: Dieter Burdenski
- Preparatori atletici:

## Calciomercato

### Sessione estiva
| Acquisti | Acquisti        | Acquisti      | Acquisti |
| R.       | Nome            | da            | Modalità |
| -------- | --------------- | ------------- | -------- |
| C        | Ümit Davala     | Galatasaray   |          |
| D        | Valérien Ismaël | Strasburgo    |          |
| P        | Andreas Reinke  | Real Murcia   |          |
| C        | Simon Rolfes    | Reutlingen    |          |
| C        | Holger Wehlage  | Union Berlino |          |

| Cessioni | Cessioni           | Cessioni       | Cessioni |
| R.       | Nome               | da             | Modalità |
| -------- | ------------------ | -------------- | -------- |
| C        | Mike Barten        | Weyhe          |          |
| D        | Razundara Tjikuzu  | Hansa Rostock  |          |
| D        | Frank Verlaat      | Austria Vienna |          |
| P        | Jakub Wierzchowski | Wisła Płock    |          |

### Sessione invernale
| Acquisti | Acquisti        | Acquisti | Acquisti |
| R.       | Nome            | da       | Modalità |
| -------- | --------------- | -------- | -------- |
| C        | Pekka Lagerblom | Lahti    |          |

| Cessioni | Cessioni         | Cessioni     | Cessioni |
| R.       | Nome             | da           | Modalità |
| -------- | ---------------- | ------------ | -------- |
| D        | Manuel Friedrich | Magonza      |          |
| A        | Marco Reich      | Derby County |          |

## Risultati

### Bundesliga

#### Girone di andata
| Arbitro: | Fandel |

|  |           |                            |
|  | Marcatori | 18’, 65’ Ailton 21’ Micoud |

| Arbitro: | Trautmann |

|                   |           |          |
| Ailton 64’ (rig.) | Marcatori | 81’ Hout |

| Arbitro: | Wack |

|  |           |            |
|  | Marcatori | 67’ Micoud |

| Arbitro: | Steinborn |

|                                                   |           |           |
| Charisteas 13’ Borowski 28’ Ailton 35’ Valdez 81’ | Marcatori | 83’ Agali |

| Arbitro: | Wagner |

|                                |           |             |
| Ewerthon 17’ Ismaël 69’ (aut.) | Marcatori | 41’ Lisztes |

| Arbitro: | Fandel |

|                              |           |             |
| Ailton 48’ (rig.) Micoud 66’ | Marcatori | 56’ Schroth |

| Arbitro: | Merk |

|            |           |                                                   |
| Scherz 79’ | Marcatori | 9’ Micoud 41’ Klasnić 70’ Stalteri 90’ Charisteas |

| Arbitro: | Jansen |

|                                                    |           |                                    |
| Ailton 2’, 21’ Stalteri 40’ Micoud 56’ Klasnić 58’ | Marcatori | 39’ Biliškov 53’ Streit 64’ Karhan |

| Arbitro: | Kinhöfer |

|                |           |                                     |
| Charisteas 61’ | Marcatori | 31’ Szabics 34’ Kurányi 90’ Tiffert |

| Arbitro: | Steinborn |

|                   |           |                                        |
| Iashvili 60’, 90’ | Marcatori | 14’, 28’ Ailton 37’ Micoud 65’ Klasnić |

| Arbitro: | Albrecht |

|                                    |           |           |
| Ailton 18’ Baumann 24’ Klasnić 71’ | Marcatori | 67’ Chris |

| Arbitro: | Stark |

|             |           |                                           |
| Štajner 55’ | Marcatori | 8’, 37’ Valdez 41’, 79’ Klasnić 87’ Ernst |

| Arbitro: | Merk |

|                            |           |                 |
| Ailton 6’, 14’, 50’ (rig.) | Marcatori | 75’ Fahrenhorst |

| Arbitro: | Fandel |

|          |           |           |
| Rahn 50’ | Marcatori | 27’ Ernst |

| Arbitro: | Kircher |

|                   |           |             |
| Ailton 58’ (rig.) | Marcatori | 79’ Pizarro |

| Arbitro: | Kemmling |

|             |           |                                            |
| Nowotny 72’ | Marcatori | 42’ Ailton 44’ Krstajić 90’ (rig.) Lisztes |

| Arbitro: | Fröhlich |

|                                  |           |  |
| Ailton 3’ Ismaël 76’ Lisztes 89’ | Marcatori |  |

#### Girone di ritorno
| Arbitro: | Merk |

|                                       |           |  |
| Ailton 17’, 30’ Micoud 35’ Valdez 90’ | Marcatori |  |

| Arbitro: | Koop |

|             |           |                         |
| Svěrkoš 51’ | Marcatori | 53’ Klasnić 90’ Baumann |

| Arbitro: | Kircher |

|                   |           |  |
| Ailton 90’ (rig.) | Marcatori |  |

| Gelsenkirchen 21 febbraio 2004, ore 15:30 CET 21ª giornata | Schalke 04 | 0 – 0 referto | Werder Brema | Arena AufSchalke (61 266 spett.)\| Arbitro: \| Wack \| |
| Arbitro:                                                   | Wack       |               |              |                                                        |

| Arbitro: | Wagner |

|                       |           |  |
| Ismaël 57’ Ailton 86’ | Marcatori |  |

| Arbitro: | Jansen |

|  |           |                            |
|  | Marcatori | 38’ Klasnić 79’ Charisteas |

| Arbitro: | Steinborn |

|                            |           |                          |
| Micoud 16’ Ailton 38’, 43’ | Marcatori | 57’ Schröder 70’ Lottner |

| Arbitro: | Merk |

|  |           |                        |
|  | Marcatori | 75’ Klasnić 85’ Micoud |

| Arbitro: | Fandel |

|                                  |           |                                  |
| Bordon 3’, 23’, 49’ Streller 68’ | Marcatori | 13’, 34’ Klasnić 43’, 70’ Ailton |

| Arbitro: | Keßler |

|            |           |            |
| Ailton 17’ | Marcatori | 1’ Kruppke |

| Arbitro: | Jansen |

|  |           |                   |
|  | Marcatori | 78’ (rig.) Ismaël |

| Brema 18 aprile 2004, ore 17:30 CEST 29ª giornata | Werder Brema | 0 – 0 referto | Hannover 96 | Weserstadion (43 000 spett.)\| Arbitro: \| Albrecht \| |
| Arbitro:                                          | Albrecht     |               |             |                                                        |

| Bochum 25 aprile 2004, ore 17:30 CEST 30ª giornata | Bochum    | 0 – 0 referto | Werder Brema | Ruhrstadion (32 645 spett.)\| Arbitro: \| Fleischer \| |
| Arbitro:                                           | Fleischer |               |              |                                                        |

| Arbitro: | Fröhlich |

|                                                                                      |           |  |
| Barbarez 16’ (aut.) Ismaël 22’ Klasnić 38’ Ailton 48’ Valdez 81’ Skrypnyk 84’ (rig.) | Marcatori |  |

| Arbitro: | Steinborn |

|            |           |                                   |
| Makaay 55’ | Marcatori | 19’ Klasnić 26’ Micoud 35’ Ailton |

| Arbitro: | Merk |

|                         |           |                                                            |
| Krstajić 50’ Ailton 53’ | Marcatori | 7’, 21’, 61’ França 12’ Bierofka 65’ Berbatov 80’ Neuville |

| Arbitro: | Jansen |

|                                                |           |              |
| Prica 29’ Krstajić 47’ (aut.) Lantz 74’ (rig.) | Marcatori | 37’ Krstajić |

### Coppa di Germania
| Arbitro: | Hoyzer |

|            |           |                                                                                       |
| Fricke 75’ | Marcatori | 8’, 26’, 76’ Borowski 31’ (rig.), 49’, 55’ (rig.) Ailton 64’, 89’ Klasnić 72’ Banović |

| Arbitro: | Kircher |

|                                       |           |          |
| Ailton 55’ Micoud 95’ Charisteas 101’ | Marcatori | 6’ Thiam |

| Arbitro: | Jansen |

|                                                                  |           |             |
| Klasnić 19’, 38’ Micoud 26’ Ismaël 48’ Ailton 78’ Charisteas 85’ | Marcatori | 89’ Paraíba |

| Arbitro: | Kinhöfer |

|                                |           |                                     |
| Ismaël 73’ (aut.) Feinbier 76’ | Marcatori | 18’ Stalteri 90’ Micoud 90’ Klasnić |

| Arbitro: | Fröhlich |

|                                    |           |                               |
| Micoud 54’ Ailton 111’ Valdez 114’ | Marcatori | 11’ (aut.) Krstajić 94’ Zandi |

| Arbitro: | Fandel |

|                               |           |                      |
| Borowski 31’, 84’ Klasnić 45’ | Marcatori | 51’ Blank 90’ Meijer |

### Coppa Intertoto
| Nizza 19 luglio 2003, ore 20:15 CEST Terzo turno | Nizza | 0 – 0 referto | Werder Brema | Stade Municipal du Ray (13 000 spett.)\| Arbitro: \| Bosat \| |
| Arbitro:                                         | Bosat |               |              |                                                               |

| Arbitro: | Szabó |

|            |           |  |
| Micoud 75’ | Marcatori |  |

| Arbitro: | Gilewski |

|                                       |           |  |
| Horvath 36’ Glieder 40’, 43’ Baur 88’ | Marcatori |  |

| Arbitro: | Stredák |

|                |           |                 |
| Charisteas 33’ | Marcatori | 89’ Kiesenebner |

## Statistiche

### Statistiche di squadra
| Competizione      | Punti | In casa | In casa | In casa | In casa | In casa | In casa | In trasferta | In trasferta | In trasferta | In trasferta | In trasferta | In trasferta | Totale | Totale | Totale | Totale | Totale | Totale | DR  |
| Competizione      | Punti | G       | V       | N       | P       | Gf      | Gs      | G            | V            | N            | P            | Gf           | Gs           | G      | V      | N      | P      | Gf     | Gs     | DR  |
| ----------------- | ----- | ------- | ------- | ------- | ------- | ------- | ------- | ------------ | ------------ | ------------ | ------------ | ------------ | ------------ | ------ | ------ | ------ | ------ | ------ | ------ | --- |
| Bundesliga        | 74    | 17      | 11      | 4       | 2       | 42      | 21      | 17           | 11           | 4            | 2            | 37           | 17           | 34     | 22     | 8      | 4      | 79     | 38     | +41 |
| Coppa di Germania | -     | 4       | 4       | 0       | 0       | 15      | 6       | 2            | 2            | 0            | 0            | 12           | 3            | 6      | 6      | 0      | 0      | 27     | 9      | +18 |
| Coppa Intertoto   | -     | 2       | 1       | 1       | 0       | 2       | 1       | 2            | 0            | 1            | 1            | 0            | 4            | 4      | 1      | 2      | 1      | 2      | 5      | -3  |
| Totale            | 74    | 23      | 16      | 5       | 2       | 59      | 28      | 21           | 13           | 5            | 3            | 49           | 24           | 44     | 29     | 10     | 5      | 108    | 52     | +56 |

### Andamento in campionato
| Giornata  | 1 | 2 | 3 | 4 | 5 | 6 | 7 | 8 | 9 | 10 | 11 | 12 | 13 | 14 | 15 | 16 | 17 | 18 | 19 | 20 | 21 | 22 | 23 | 24 | 25 | 26 | 27 | 28 | 29 | 30 | 31 | 32 | 33 | 34 |
| --------- | - | - | - | - | - | - | - | - | - | -- | -- | -- | -- | -- | -- | -- | -- | -- | -- | -- | -- | -- | -- | -- | -- | -- | -- | -- | -- | -- | -- | -- | -- | -- |
| Luogo     | T | C | T | C | T | C | T | C | C | T  | C  | T  | C  | T  | C  | T  | C  | C  | T  | C  | T  | C  | T  | C  | T  | T  | C  | T  | C  | T  | C  | T  | C  | T  |
| Risultato | V | N | V | V | P | V | V | V | P | V  | V  | V  | V  | N  | N  | V  | V  | V  | V  | V  | N  | V  | V  | V  | V  | N  | N  | V  | N  | N  | V  | V  | P  | P  |
| Posizione | 2 | 4 | 4 | 1 | 4 | 3 | 2 | 1 | 4 | 3  | 3  | 3  | 2  | 2  | 2  | 1  | 1  | 1  | 1  | 1  | 1  | 1  | 1  | 1  | 1  | 1  | 1  | 1  | 1  | 1  | 1  | 1  | 1  | 1  |

Legenda:

Luogo: C = Casa; T = Trasferta. Risultato: V = Vittoria; N = Pareggio; P = Sconfitta.

### Statistiche dei giocatori
| Giocatore     | Bundesliga | Bundesliga | Bundesliga  | Bundesliga | Coppa di Germania | Coppa di Germania | Coppa di Germania | Coppa di Germania | Coppa Intertoto | Coppa Intertoto | Coppa Intertoto | Coppa Intertoto | Totale   | Totale | Totale      | Totale     |
| Giocatore     | Presenze   | Reti       | Ammonizioni | Espulsioni | Presenze          | Reti              | Ammonizioni       | Espulsioni        | Presenze        | Reti            | Ammonizioni     | Espulsioni      | Presenze | Reti   | Ammonizioni | Espulsioni |
| ------------- | ---------- | ---------- | ----------- | ---------- | ----------------- | ----------------- | ----------------- | ----------------- | --------------- | --------------- | --------------- | --------------- | -------- | ------ | ----------- | ---------- |
| A. Ailton     | 33         | 28         | 4           | 0          | 6                 | 6                 | 1                 | 0                 | 4               | 0               | 0               | 0               | 43       | 34     | 5           | 0          |
| I. Banović    | 3          | 0          | 1           | 0          | 2                 | 1                 | 0                 | 0                 | 2               | 0               | 0               | 0               | 7        | 1      | 1           | 0          |
| F. Baumann    | 32         | 2          | 5           | 0          | 6                 | 0                 | 1                 | 0                 | 4               | 0               | 2               | 0               | 42       | 2      | 8           | 0          |
| S. Beckert    | 0          | 0          | 0           | 0          | 0                 | 0                 | 0                 | 0                 | 0               | 0               | 0               | 0               | 0        | 0      | 0           | 0          |
| P. Borel      | 1          | 0          | 0           | 0          | 0                 | 0                 | 0                 | 0                 | 1               | 0               | 0               | 0               | 2        | 0      | 0           | 0          |
| T. Borowski   | 25         | 1          | 1           | 0          | 5                 | 5                 | 0                 | 0                 | 1               | 0               | 0               | 0               | 31       | 6      | 1           | 0          |
| A. Charisteas | 24         | 4          | 0           | 0          | 5                 | 2                 | 0                 | 0                 | 3               | 1               | 0               | 0               | 32       | 7      | 0           | 0          |
| M. Daun       | 6          | 0          | 0           | 0          | 0                 | 0                 | 0                 | 0                 | 1               | 0               | 0               | 0               | 7        | 0      | 0           | 0          |
| Ü. Davala     | 22         | 0          | 3           | 1          | 4                 | 0                 | 0                 | 1                 | 1               | 0               | 0               | 0               | 27       | 0      | 3           | 2          |
| F. Ernst      | 33         | 2          | 4           | 0          | 6                 | 0                 | 0                 | 0                 | 3               | 0               | 2               | 0               | 42       | 2      | 6           | 0          |
| M. Friedrich  | 1          | 0          | 0           | 0          | 0                 | 0                 | 0                 | 0                 | 0               | 0               | 0               | 0               | 1        | 0      | 0           | 0          |
| V. Ismaël     | 32         | 4          | 6           | 0          | 6                 | 1                 | 1                 | 0                 | 4               | 0               | 2               | 0               | 42       | 5      | 9           | 0          |
| I. Klasnić    | 29         | 13         | 2           | 0          | 6                 | 6                 | 1                 | 0                 | 1               | 0               | 0               | 0               | 36       | 19     | 3           | 0          |
| M. Krstajić   | 30         | 3          | 4           | 1          | 5                 | 0                 | 0                 | 0                 | 4               | 0               | 0               | 0               | 39       | 3      | 4           | 1          |
| P. Lagerblom  | 7          | 0          | 0           | 0          | 1                 | 0                 | 0                 | 0                 | 0               | 0               | 0               | 0               | 8        | 0      | 0           | 0          |
| K. Lisztes    | 30         | 3          | 3           | 0          | 5                 | 0                 | 1                 | 0                 | 4               | 0               | 1               | 0               | 39       | 3      | 5           | 0          |
| L. Magnin     | 4          | 0          | 1           | 0          | 0                 | 0                 | 0                 | 0                 | 4               | 0               | 0               | 0               | 8        | 0      | 1           | 0          |
| J. Micoud     | 32         | 10         | 3           | 1          | 6                 | 4                 | 0                 | 0                 | 4               | 1               | 0               | 0               | 42       | 15     | 3           | 1          |
| M. Reich      | 2          | 0          | 0           | 0          | 0                 | 0                 | 0                 | 0                 | 3               | 0               | 0               | 0               | 5        | 0      | 0           | 0          |
| A. Reinke     | 34         | 0          | 0           | 0          | 6                 | 0                 | 0                 | 0                 | 3               | 0               | 0               | 0               | 43       | 0      | 0           | 0          |
| S. Rolfes     | 0          | 0          | 0           | 0          | 0                 | 0                 | 0                 | 0                 | 0               | 0               | 0               | 0               | 0        | 0      | 0           | 0          |
| C. Schulz     | 17         | 0          | 4           | 1          | 3                 | 0                 | 0                 | 0                 | 0               | 0               | 0               | 0               | 20       | 0      | 4           | 1          |
| V. Skrypnyk   | 6          | 1          | 1           | 0          | 1                 | 0                 | 0                 | 0                 | 0               | 0               | 0               | 0               | 7        | 1      | 1           | 0          |
| P. Stalteri   | 33         | 2          | 7           | 0          | 6                 | 1                 | 1                 | 0                 | 4               | 0               | 0               | 0               | 43       | 3      | 8           | 0          |
| M. Stier      | 0          | 0          | 0           | 0          | 0                 | 0                 | 0                 | 0                 | 0               | 0               | 0               | 0               | 0        | 0      | 0           | 0          |
| N. Valdez     | 21         | 5          | 3           | 0          | 5                 | 1                 | 0                 | 0                 | 0               | 0               | 0               | 0               | 26       | 6      | 3           | 0          |
| A. Walke      | 0          | 0          | 0           | 0          | 0                 | 0                 | 0                 | 0                 | 0               | 0               | 0               | 0               | 0        | 0      | 0           | 0          |
| H. Wehlage    | 4          | 0          | 1           | 0          | 0                 | 0                 | 0                 | 0                 | 1               | 0               | 0               | 0               | 5        | 0      | 1           | 0          |